# MTV Video Music Award para Melhor Direção de Arte
O MTV Video Music Award para Melhor Direção de Arte (em inglês, MTV Video Music Award for Best Art Direction) é um prêmio dado tanto ao artista quanto ao diretor de arte do videoclipe no MTV Video Music Awards anualmente, apresentado pela primeira vez na cerimônia de 1984. De 1984 a 2006, o nome completo do prêmio era Melhor Direção de Arte em um Vídeo, e após uma breve remoção em 2007, seu nome foi encurtado para sua forma atual a partir de 2008.
Os maiores vencedores são K. K. Barrett e Jan Houllevigue, ambos ganharam este prêmio duas vezes. O diretor de arte mais indicado é Tom Foden, que foi indicado cinco vezes entre 1993 e 2021. Ele é seguido por Charles Infante, Laura Fox e K. K. Barrett, com quatro indicações cada; e Bryan Jones e Nigel Phelps com três. O artista cujos vídeos ganharam mais prêmios é o Red Hot Chili Peppers. No entanto, os vídeos de Madonna receberam mais indicações com seis. Nenhum artista ganhou um prêmio nesta categoria por seu trabalho como diretor de arte. Jamie Hewlett ("Clint Eastwood"), Jack White ("Would You Fight for My Love?"), SZA ("The Weekend") e ASAP Rocky ("Babushka Boi") são os únicos artistas que foram indicados como diretores de arte dos seus vídeos nesta categoria.

## Vencedores e indicados
| Ano  | Vencedor(a)(s)                   | Trabalho                | Intérprete(s)                            | Indicados | Ref.   |
| ---- | -------------------------------- | ----------------------- | ---------------------------------------- | --- | ------ |
| 1984 | Jim Whiting e Godley & Creme     | "Rockit"                | Herbie Hancock                           | - "Dancing with Myself" – Kim Colefax (interpretada por Billy Idol) - "Every Breath You Take" – Kim Colefax e Godley & Creme (interpretada por The Police) - "Radio Ga Ga" – Bryce Walmsley (interpretada por Queen) - "You Might Think" – Bob Ryzner (interpretada por The Cars) | [ 1 ]  |
| 1985 | Bryan Jones                      | "The Boys of Summer"    | Don Henley                               | - "Don't You (Forget About Me)" – Mark Rimmell (interpretada por Simple Minds) - "It's a Miracle" – Bruce Hill (interpretada por Culture Club) - "Like a Virgin" – John Ebdon (interpretada por Madonna) - "Run to You" – Steven Barron (interpretada por Bryan Adams) - "Zie Zie Won't Dance" – John Jolly (interpretada por Peter Brown) | [ 2 ]  |
| 1986 | Ron Cobb                         | "Rough Boy"             | ZZ Top                                   | - "Feel It Again" – David Brockhurst (interpretada por Honeymoon Suite) - "Money for Nothing" – Steven Barron (interpretada por Dire Straits) - "Sex as a Weapon" – Daniel Kleinman (interpretada por Pat Benatar) - "The Sun Always Shines on T.V." – Stefan Roman (interpretada por A-ha) | [ 3 ]  |
| 1987 | Stephen Quay e Timothy Quay      | "Sledgehammer"          | Peter Gabriel                            | - "The Boy in the Bubble" – Jim Blashfield (interpretada por Paul Simon) - "Land of Confusion" – John Lloyd, Jim Yukich e Stephen Bendelack (interpretada por Genesis) - "Open Your Heart" – Mike Hanan (interpretada por Madonna) - "Right on Track" – Allie Willis e Bryan Jones (interpretada por Breakfast Club) | [ 4 ]  |
| 1988 | Clive Crotty e Mick Edwards      | "Hourglass"             | Squeeze                                  | - "Faith" – Bryan Jones (interpretada por George Michael) - "Need You Tonight/Mediate" – Lynn-Maree Milburn (interpretada por INXS) - "Tunnel of Love" – Howard Cummings e Beth Rubino (interpretada por Bruce Springsteen) - "When We Was Fab" – Sid Bartholomew (interpretada por George Harrison) | [ 5 ]  |
| 1989 | Holgar Gross e Vance Lorenzini   | "Express Yourself"      | Madonna                                  | - "Electric Youth" – Rhaz Zeizler (interpretada por Debbie Gibson) - "Leave Me Alone" – Jim Blashfield (interpretada por Michael Jackson) - "New Sensation" – Lynn-Maree Milburn (interpretada por INXS) - "Parents Just Don't Understand" – Greg Harrison (interpretada por DJ Jazzy Jeff & The Fresh Prince) - "Real Love" – Piers Plowden (interpretada por Jody Watley) | [ 6 ]  |
| 1990 | Martin Lasowitz                  | "Love Shack"            | The B-52's                               | - "Janie's Got a Gun" – Alex McDowell (interpretada por Aerosmith) - "Vogue" – Lauryn LeClere (interpretada por Madonna) - "We Didn't Start the Fire" – Sterling Storm (interpretada por Billy Joel) | [ 7 ]  |
| 1991 | José Montaño                     | "Losing My Religion"    | R.E.M.                                   | - "Falling to Pieces" – David Faithfull (interpretada por Faith No More) - "Freedom! '90" – John Beard (interpretada por George Michael) - "The King Is Half-Undressed" – Michael White (interpretada por Jellyfish) - "Love Will Never Do (Without You)" – Pierluca De Carlo (interpretada por Janet Jackson) - "Mama Help Me" – Leonardo (interpretada por Edie Brickell & New Bohemians) - "Things That Make You Go Hmmm..." – Marcus Nispel (interpretada por C+C Music Factory)   | [ 8 ]  |
| 1992 | Nick Goodman e Robertino Mazati  | "Give It Away"          | Red Hot Chili Peppers                    | - "Baby Got Back" – Dan Hubp (interpretada por Sir Mix-a-Lot) - "Broken Arrow" – José Montaño (interpretada por Rod Stewart) - "November Rain" – Nigel Phelps (interpretada por Guns N' Roses) | [ 9 ]  |
| 1993 | Jan Peter Flack                  | "Rain"                  | Madonna                                  | - "Are You Gonna Go My Way" – Nigel Phelps (interpretada por Lenny Kravitz) - "Constant Craving" – Tom Foden (interpretada por K. d. lang) - "If I Ever Lose My Faith in You" – Mike Grant e Andrew Elias (interpretada por Sting) - "Livin' on the Edge" – Vance Lorenzini (interpretada por Aerosmith) - "Man on the Moon" – Jan Peter Flack (interpretada por R.E.M.) - "A Small Victory" – Tyler Smith (interpretada por Faith No More)                                            | [ 10 ] |
| 1994 | Bernadette Disanto               | "Heart-Shaped Box"      | Nirvana                                  | - "Amazing" – Ted Baffalucus (interpretada por Aerosmith) - "Closer" – Tom Foden (interpretada por Nine Inch Nails) - "Human Behaviour" – Michel Gondry (interpretada por Björk) | [ 11 ] |
| 1995 | Tom Foden                        | "Scream"                | Michael Jackson e Janet Jackson          | - "I Kissed a Girl" – Kelly Van Patter (interpretada por Jill Sobule) - "Take a Bow" – Happy Massee (interpretada por Madonna) - "Waterfalls" – Keith Burns (interpretada por TLC) | [ 12 ] |
| 1996 | K. K. Barrett e Wayne White      | "Tonight, Tonight"      | The Smashing Pumpkins                    | - "It's Oh So Quiet" – Teri Whitaker (interpretada por Björk) - "Salvation" – William Abelo (interpretada por The Cranberries) - "Tongue" – Clam Lynch (interpretada por R.E.M.) | [ 13 ] |
| 1997 | K. K. Barrett                    | "The New Pollution"     | Beck                                     | - "The Beautiful People" – Ken Baird (interpretada por Marilyn Manson) - "The Perfect Drug" – Tom Foden (interpretada por Nine Inch Nails) - "Virtual Insanity" – John Bramble (interpretada por Jamiroquai) | [ 14 ] |
| 1998 | Samantha Gore                    | "Bachelorette"          | Björk                                    | - "Dirt" – Andrea Giacobbe (interpretada por Death in Vegas) - "Everlong" – Bill Lakoss (interpretada por Foo Fighters) - "Push It" – Virginia Lee (interpretada por Garbage) | [ 15 ] |
| 1999 | Gideon Ponte                     | "Doo Wop (That Thing)"  | Lauryn Hill                              | - "Freak on a Leash" – K. K. Barrett, Todd McFarlane, Terry Fitzgerald e Graham Morris (interpretada por Korn) - "No Scrubs" – Regan Jackson (interpretada por TLC) - "One Week" – Paul Martin (interpretada por Barenaked Ladies) - "What's It Gonna Be?!" – Regan Jackson (interpretada por Busta Rhymes com part. de Janet Jackson) | [ 16 ] |
| 2000 | Colin Strause                    | "Californication"       | Red Hot Chili Peppers                    | - "Do Something" – Nigel Phelps (interpretada por Macy Gray) - "Pumping on Your Stereo" – Garth Jennings (interpretada por Supergrass) - "Take a Picture" – Cara Yoshimoto (interpretada por Filter) | [ 17 ] |
| 2001 | Val Wilt                         | "Weapon of Choice"      | Fatboy Slim                              | - "Clint Eastwood" – Pete Candeland e Jamie Hewlett (interpretada por Gorillaz) - "Jaded" – Laura Fox (interpretada por Aerosmith) - "Lady Marmalade" – Bernadette Dus (interpretada por Christina Aguilera, Lil' Kim, Mýa e Pink com part. de Missy "Misdemeanor" Elliott) | [ 18 ] |
| 2002 | Tim Hope                         | "Trouble"               | Coldplay                                 | - "One Minute Man" – Charles Infante (interpretada por Missy Elliott com part. de Ludacris e Trina) - "Stick 'Em Up" – Bruton Jones (interpretada por Quarashi) - "This Train Don't Stop There Anymore" – Kirsten Vallow (interpretada por Elton John) | [ 19 ] |
| 2003 | Chris Hopewell                   | "There There"           | Radiohead                                | - "Go with the Flow" – Tracey Gallacher (interpretada por Queens of the Stone Age) - "Hurt" – Ruby Guidara (interpretada por Johnny Cash) - "I'm Glad" – Chad Yaro (interpretada por Jennifer Lopez) - "Work It" – Charles Infante (interpretada por Missy Elliott) | [ 20 ] |
| 2004 | Eric Beauchamp                   | "Hey Ya!"               | Outkast                                  | - "It's My Life" – Kristen Vallow (interpretada por No Doubt) - "Maps" – Jeff Everett (interpretada por Yeah Yeah Yeahs) - "Walkie Talkie Man" – Lauri Faggioni (interpretada por Steriogram) - "You Don't Know My Name" – Rob Buono (interpretada por Alicia Keys) | [ 21 ] |
| 2005 | Zach Matthews                    | "What You Waiting For?" | Gwen Stefani                             | - "American Idiot" – Jan Roelfs (interpretada por Green Day) - "Blue Orchid" – Sue Tebbutt (interpretada por The White Stripes) - "B.Y.O.B." – Jeremy Reed (interpretada por System of a Down) - "Mr. Brightside" – Laura Fox (interpretada por The Killers) | [ 22 ] |
| 2006 | Justin Dragonas                  | "Dani California"       | Red Hot Chili Peppers                    | - "Hips Don't Lie" – Laura Fox (interpretada por Shakira com part. de Wyclef Jean) - "I Write Sins Not Tragedies" – Lindy McMichael, Jamie Drake e Erin Wieczorek (interpretada por Panic! at the Disco) - "Testify" – David Ross (interpretada por Common) - "Wasteland" – Trae King (interpretada por 10 Years) | [ 23 ] |
| 2007 | —                                | —                       | —                                        | — |        |
| 2008 | Happy Massee e Kells Jesse       | "Run"                   | Gnarls Barkley                           | - "Conquest" – David Fitzpatrick (interpretada por The White Stripes) - "Electric Feel" – Sophie Kosofsky (interpretada por MGMT) - "I Kissed a Girl" – Benji Bamps (interpretada por Katy Perry) - "When I Grow Up" – Marcelle Gravel (interpretada por The Pussycat Dolls) | [ 24 ] |
| 2009 | Jason Hamilton                   | "Paparazzi"             | Lady Gaga                                | - "Circus" – Laura Fox e Charles Varga (interpretada por Britney Spears) - "Single Ladies (Put a Ring on It)" – Niamh Byrne (interpretada por Beyoncé) - "Viva la Vida" – Gregory de Maria (interpretada por Coldplay) - "Who's Gonna Save My Soul" – Zach Matthews (interpretada por Gnarls Barkley) | [ 25 ] |
| 2010 | Louise Corcoran e Aldene Johnson | "Dog Days Are Over"     | Florence and the Machine                 | - "Bad Romance" – Charles Infante (interpretada por Lady Gaga) - "Kings and Queens" – Marc Benacerraf (interpretada por Thirty Seconds to Mars) - "Not Afraid" – Ethan Tobman (interpretada por Eminem) - "Video Phone (Extended Remix)" – Lenny Tso (interpretada por Beyoncé com part. de Lady Gaga) | [ 26 ] |
| 2011 | Nathan Parker                    | "Rolling in the Deep"   | Adele                                    | - "E.T." – Jason Fijal (interpretada por Katy Perry com part. de Kanye West) - "Judas" – Amy Danger (interpretada por Lady Gaga) - "Power" – Babak Radboy (interpretada por Kanye West com part. de Dwele) - "You Are a Tourist" – Nick Gould, Tim Nackashi e Anthony Maitz (interpretada por Death Cab for Cutie) | [ 27 ] |
| 2012 | Benji Bamps                      | "Wide Awake"            | Katy Perry                               | - "All the Rowboats" – Anthony Henderson (interpretada por Regina Spektor) - "Born to Die" – Anna Brun e Audrey Malecot (interpretada por Lana Del Rey) - "Little Talks" – Mihai Wilson e Marcella Moser (interpretada por Of Monsters and Men) - "Take Care" – Jeff Higinbotham (interpretada por Drake com part. de Rihanna) | [ 28 ] |
| 2013 | Veronica Logsdon                 | "Q.U.E.E.N."            | Janelle Monáe (com part. de Erykah Badu) | - "National Anthem" – Lou Asaro (interpretada por Lana Del Rey) - "Safe and Sound" – Teri Whittaker (interpretada por Capital Cities) - "Tessellate" – Charlie Lambros (interpretada por Alt-J) - "Up in the Air" – Floyd Albee (interpretada por Thirty Seconds to Mars) | [ 29 ] |
| 2014 | Anastasia Masaro                 | "Reflektor"             | Arcade Fire                              | - "Fancy" – David Courtemarche (interpretada por Iggy Azalea com part. de Charli XCX) - "Rap God" – Alex Pacion (interpretada por Eminem) - "Tamale" – Tom Lisowski (interpretada por Tyler, The Creator) - "Turn Down for What" – Jason Kisvarday (interpretada por DJ Snake e Lil Jon) | [ 30 ] |
| 2015 | François Rousselet e Jason Fijal | "So Many Pros"          | Snoop Dogg                               | - "Bad Blood" – Charles Infante (interpretada por Taylor Swift com part. de Kendrick Lamar) - "Go" – Michel Gondry (interpretada por The Chemical Brothers) - "Where Are Ü Now" – Brewer (interpretada por Skrillex e Diplo com part. de Justin Bieber) - "Would You Fight for My Love?" – Jack White e Jeff Peterson (interpretada por Jack White) | [ 31 ] |
| 2016 | Jan Houllevigue                  | "Blackstar"             | David Bowie                              | - "Hello" – Colombe Raby (interpretada por Adele) - "Hold Up" – Jason Hougaard (interpretada por Beyoncé) - "Hotline Bling" – Jeremy MacFarlane (interpretada por Drake) - "M.I.L.F. $" – Alexander Delgado (interpretada por Fergie) | [ 32 ] |
| 2017 | Spencer Graves                   | "Humble"                | Kendrick Lamar                           | - "24K Magic" – Alex Delgado (interpretada por Bruno Mars) - "Bon Appétit" – Natalie Groce (interpretada por Katy Perry com part. de Migos) - "Reminder" – Lamar C Taylor e KID. STUDIO (interpretada por The Weeknd) - "Wild Thoughts" – Damian Fyffe (interpretada por DJ Khaled com part. de Rihanna e Bryson Tiller) | [ 33 ] |
| 2018 | Jan Houllevigue e the Louvre     | "Apeshit"               | The Carters                              | - "ATM (Addicted to Money)" – Miles Mullin (interpretada por J. Cole) - "Look What You Made Me Do" – Brett Hess (interpretada por Taylor Swift) - "Make Me Feel" – Pepper Nguyen (interpretada por Janelle Monáe) - "This Is America" – Jason Kisvarday (interpretada por Childish Gambino) - "The Weekend" – SZA e Solange (interpretada por SZA) | [ 34 ] |
| 2019 | John Richoux                     | "7 Rings"               | Ariana Grande                            | - "Boy with Luv" – JinSil Park e BoNa Kim (MU:E) (interpretada por BTS com part. de Halsey) - "Old Town Road (Remix)" – Christian Zollenkopf for Prettybird (interpretada por Lil Nas X com part. de Billy Ray Cyrus) - "Señorita" – Tatiana Van Sauter (interpretada por Shawn Mendes e Camila Cabello) - "You Need to Calm Down" – Brittany Porter (interpretada por Taylor Swift) - "I Love It" – Tino Schaedler (interpretada por Kanye West e Lil Pump com part. de Adele Givens) | [ 35 ] |
| 2020 | Christian Stone                  | "Mother's Daughter"     | Miley Cyrus                              | - "Adore You" – Laura Ellis Cricks (interpretada por Harry Styles) - "Babushka Boi" – A$AP Rocky, Nadia Lee Cohen e Brittany Porter (interpretada por A$AP Rocky) - "Boyfriend" – Tatiana Van Sauter (interpretada por Selena Gomez) - "Lover" – Kurt Gefke (interpretada por Taylor Swift) - "Physical" – Anna Colomé Nogu (interpretada por Dua Lipa) | [ 36 ] |
| 2021 | Alec Contestabile                | "Best Friend"           | Saweetie (com part. de Doja Cat)         | - "Already" – Susan Linns e Gerard Santos (interpretada por Beyoncé, Shatta Wale e Major Lazer) - "Bad Habits" – Alison Dominitz (interpretada por Ed Sheeran) - "911" – Tom Foden e Peter Andrus (interpretada por Lady Gaga) - "Montero (Call Me by Your Name)" – John Richoux (interpretada por Lil Nas X) - "Willow" – Ethan Tobman e Regina Fernandez (interpretada por Taylor Swift)                                                                                             | [ 37 ] |
| 2022 | Alex Delgado                     | "Industry Baby"         | Lil Nas X e Jack Harlow                  | - "Oh My God" – NuCalifornia (interpretada por Adele) - "Get Into It (Yuh)" – Matt Sokoler (interpretada por Doja Cat) - "Way 2 Sexy" – Keith Raywood (interpretada por Drake com part. de Future e Young Thug) - "Simple Times" – K. K. Barrett e Alan Petherick (interpretada por Kacey Musgraves) - "Sweetest Pie" – Tyler Evans (interpretada por Megan Thee Stallion e Dua Lipa)                                                                                                  | [ 38 ] |
| 2023 | Spencer Graves                   | "Attention"             | Doja Cat                                 | - "Candy Necklace" – Brandon Mendez (interpretada por Lana Del Rey com part. de Jon Batiste) - "The Film" – Jen Dunlap (interpretada por Boygenius) - "Her" – Wes Dogan (interpretada por Megan Thee Stallion) - "Pink Venom" – Seo Hyun Seung (Gigant) (interpretada por Blackpink) - "Shirt" – Kate Bunch (interpretada por SZA) | [ 39 ] |